# 大阪府道・京都府道731号天王亀岡線
大阪府道・京都府道731号天王亀岡線（おおさかふどう・きょうとふどう731ごう てんのうかめおかせん）は、大阪府豊能郡能勢町から京都府亀岡市に至る一般府道である。

## 概要
大阪府豊能郡能勢町天王から京都府亀岡市本梅町湯ノ花に至る。

### 路線データ
- 起点：大阪府豊能郡能勢町天王（国道173号交点）
- 終点：京都府亀岡市本梅町湯ノ花（湯の花温泉西交差点、国道372号交点）
- 総延長：16.5 km

## 歴史
- 1959年（昭和34年）12月18日 - 大阪府一般府道110号、京都府一般府道120号として認定。
- 1976年（昭和51年） - 府道天王 - 亀岡線バイパス（本梅町西加舎地内）開通。
- 1984年（昭和59年）3月1日 - 大阪府道101号に番号変更。
- 1994年（平成6年）4月1日 - 両府で番号を統一し、現在に至る。

## 路線状況

### 重複区間
- 京都府道・大阪府道54号園部能勢線（京都府亀岡市畑野町土ケ畑・土ケ畑交差点 - 亀岡市畑野町広野・広野交差点）

## 地理

### 通過する自治体
- 大阪府
  - 豊能郡能勢町
- 京都府
  - 亀岡市

### 交差する道路
| 交差する道路                                  | 都道府県名 | 市町村名 | 市町村名 | 交差する場所 | 交差する場所              |
| --------------------------------------------- | ---------- | -------- | -------- | ------------ | ------------------------- |
| 国道173号                                     | 大阪府     | 豊能郡   | 能勢町   | 天王         | 起点                      |
| 京都府道・大阪府道54号園部能勢線 重複区間起点 | 京都府     | 亀岡市   | 亀岡市   | 畑野町土ケ畑 | 土ケ畑交差点              |
| 京都府道・大阪府道54号園部能勢線 重複区間終点 | 京都府     | 亀岡市   | 亀岡市   | 畑野町広野   | 広野交差点                |
| 国道477号                                     | 京都府     | 亀岡市   | 亀岡市   | 本梅町井手   | 本梅交差点                |
| 国道372号                                     | 京都府     | 亀岡市   | 亀岡市   | 本梅町湯ノ花 | 湯の花温泉西交差点 / 終点 |

### 沿線
- 湯の花温泉
- 京都湯の花自動車学校